# Вандалія (Огайо)
Вандалія (англ. Vandalia) — місто (англ. city) в США, в окрузі Монтгомері штату Огайо. Населення — 15 209 осіб (2020).

## Географія
Вандалія розташована за координатами 39°52′44″ пн. ш. 84°11′32″ зх. д. / 39.87889° пн. ш. 84.19222° зх. д. (39.878969, -84.192237).  За даними Бюро перепису населення США в 2010 році місто мало площу 32,15 км², з яких 31,97 км² — суходіл та 0,18 км² — водойми.

## Демографія
Згідно з переписом 2010 року, у місті мешкало 15 246 осіб у 6571 домогосподарстві у складі 4166 родин. Густота населення становила 474 особи/км².  Було 7055 помешкань (219/км²).
Расовий склад населення:
| - 91,5 % — білих - 4,1 % — чорних або афроамериканців - 1,4 % — азіатів - 0,1 % — корінних американців |

До двох чи більше рас належало 2,1 %. Частка іспаномовних становила 1,6 % від усіх жителів.
За віковим діапазоном населення розподілялося таким чином: 23,1 % — особи молодші 18 років, 61,2 % — особи у віці 18—64 років, 15,7 % — особи у віці 65 років та старші. Медіана віку мешканця становила 40,6 року. На 100 осіб жіночої статі у місті припадало 93,9 чоловіків;  на 100 жінок у віці від 18 років та старших — 90,6 чоловіків також старших 18 років.
Середній дохід на одне домашнє господарство  становив 66 424 долари США (медіана — 53 732), а середній дохід на одну сім'ю — 81 174 долари (медіана — 70 454). Медіана доходів становила 50 606 доларів для чоловіків та 36 973 долари для жінок. За межею бідності перебувало 9,7 % осіб, у тому числі 14,8 % дітей у віці до 18 років та 7,1 % осіб у віці 65 років та старших.
Цивільне працевлаштоване населення становило 7601 осіб. Основні галузі зайнятості: освіта, охорона здоров'я та соціальна допомога — 25,5 %, виробництво — 13,8 %, мистецтво, розваги та відпочинок — 10,7 %, роздрібна торгівля — 10,5 %.